# Варшавська фондова біржа
Варшавська фондова біржа (англ. Warsaw Stock Exchange (WSE), пол.Giełda Papierów Wartościowych w Warszawie) — фондова біржа у Варшаві, Польща. Заснована в 1817 році, Варшавська фондова біржа розташовувалася в Саксонському палаці до 1877 року, коли була перенесена в будівлю Біржі в Саксонський сад. В даний час знаходиться у Середмісті у Варшаві в будинку Centrum Giełdowe, відкритому у 2000 році. Станом на вересень 2024 року на біржі котировались 410 компаній, у тому числі 42 іноземні, ринкова капіталізація яких становила 1,50 трильйона злотих (349,31 мільярда євро), що робить її найбільшою фондовою біржею в Центральній та Східній Європі. Найважливішими фондовими індексами Варшавської фондової біржі є WIG20, WIG30, MWIG40 і SWIG80.
17 грудня 2013 біржа приєдналась до ініціативи ООН щодо фондових бірж сталого розвитку (United Nation's Sustainable Stock Exchanges (SSE) initiative).
Варшавська фондова біржа зайняла друге місце в Європі за кількістю IPO в 2013 році (після Лондонської фондової біржі), згідно з даними IPO Watch Europe, опублікованого PricewaterhouseCoopers

## Лістинг
ВФБ посідає лідируючі позиції серед європейських бірж за кількістю та обсягом IPO починаючи з 2006 року. Рекордна кількість IPO на ВФБ була досягнута переважно завдяки альтернативному майданчику NewConnect, де кількість компаній в лістингу продовжує зростати, незважаючи на рецесію. В 2013 році 42 нові компанії розмістились на ринку NewConnect та залучили сумарний капітал в 15 млн євро.
В 2013 на Головному ринку ВФБ відбулось 23 розміщення і компаніями було залучено 1,1 млрд євро. Станом на серпень 2014 року на Головному ринку ВФБ відбулось 17 розміщень, вартість яких склала 308 млн євро.
Варшавська біржа знаходиться на першому місці в регіоні ЦЕЕ[прояснити] за кількістю закордонних емітентів у лістингу. Їх кількість станом на серпень 2014 року — 49.
Станом на серпень 2014 на основному майданчику Варшавської фондової біржі торгувалися акції 462 компаній, серед яких папери 49 іноземних компаній, а сумарна ринкова капіталізація всіх компаній становила близько 217 млрд євро. Загальний обсяг торгів за минулий рік досяг 61,3 млрд євро.

## Ліквідність
Інвестори на ВФБ: 50% іноземні інвестори, 30% — польські інституційні інвестори, 20% — польські індивідуальні інвестори, що активно інвестують в цінні папери. Розвитку фондового ринку в Польщі сприяє і держава. Так згідно з інформацією фінансового регулятора країни, за станом на листопад 2010 р. 14 польських пенсійних фондів мали під управлінням більше ніж $70 млрд активів, більше третини яких було інвестовано в цінні папери. Пенсійні фонди також досить активні на первинному ринку, акумулюючи приблизно 30-50% акцій, розміщених в результаті нових IPO, а також вторинних розміщень.

## Українські компанії на ВФБ (WSE)
Станом на серпень 2014 року 11 українських компаній провели первинне розміщення на Головному ринку ВФБ та 2 — на альтернативному майданчику NewConnect. В результаті IPO ці компанії залучили сумарно більше $500 млн, які були спрямовані на розвиток бізнесу. У 2011 році в лістинг на Головному ринку ВФБ потрапило п'ять українських компаній: «Industrial Milk Company», «KSG Agro», «WESTA ISIC», «Ovostar Union», «Coal Energy S.A.»
Людвік Соболевські, екс-Голова Правління Варшавської фондової біржі:
«Український бізнес обирає Варшаву. І це нас радує, тому що важка праця, яка тривала з 2006 року, коли ВФБ визнала східний напрямок за важливий для розвитку польського ринку капіталу, почала давати ефекти. Наша присутність та активність на українському ринку, підкріплена діями деяких інвестиційних банків, приносить результати»
Крім того, на альтернативному майданчику New Connect у 2010 дебютував перший український емітент — холдинг «Агроліга». Враховуючи також акції найбільшого цукровиробника України «Astarta» і найбільшого виробника соняшникової олії «Kernel», що вийшли на WSE у 2006 і 2007 рр., загальна кількість українських компаній з лістингом у Варшаві досягла тринадцяти.

### Котирування акцій українських компанії на WSE
- [Архівовано 19 липня 2013 у Wayback Machine.]
- Kernel (KER) — входить в індексний кошик WiG-20 (2,14%)[8]
- Sadovaya (SGR) [Архівовано 8 березня 2016 у Wayback Machine.]
- [Архівовано 19 липня 2013 у Wayback Machine.]
- Coal Energy (CLE)
- Westa ISIC S.A.(WES)
- Ovostar Union (OVO) [Архівовано 22 серпня 2014 у Wayback Machine.]
- KDM SHIPPING (KDM) [Архівовано 21 серпня 2014 у Wayback Machine.][9]
- Agroliga (AGL)
- Cereal Planet  [Архівовано 21 серпня 2014 у Wayback Machine.]

4 травня 2011 року Варшавська фондова біржа розпочала розрахунок і публікацію національного індексу українських компаній WIG Ukraine.

## Представництво в Україні
Україна, Київ — 01001

вул. Госпітальна, 12Г, офіс 56

(5 поверх)